# Lijst van personen uit Udine
Deze chronologische lijst van personen uit Udine bevat personen die in deze Italiaanse stad in de regio Friuli-Venezia Giulia zijn geboren.

## Geboren in Udine

### Voor 1900

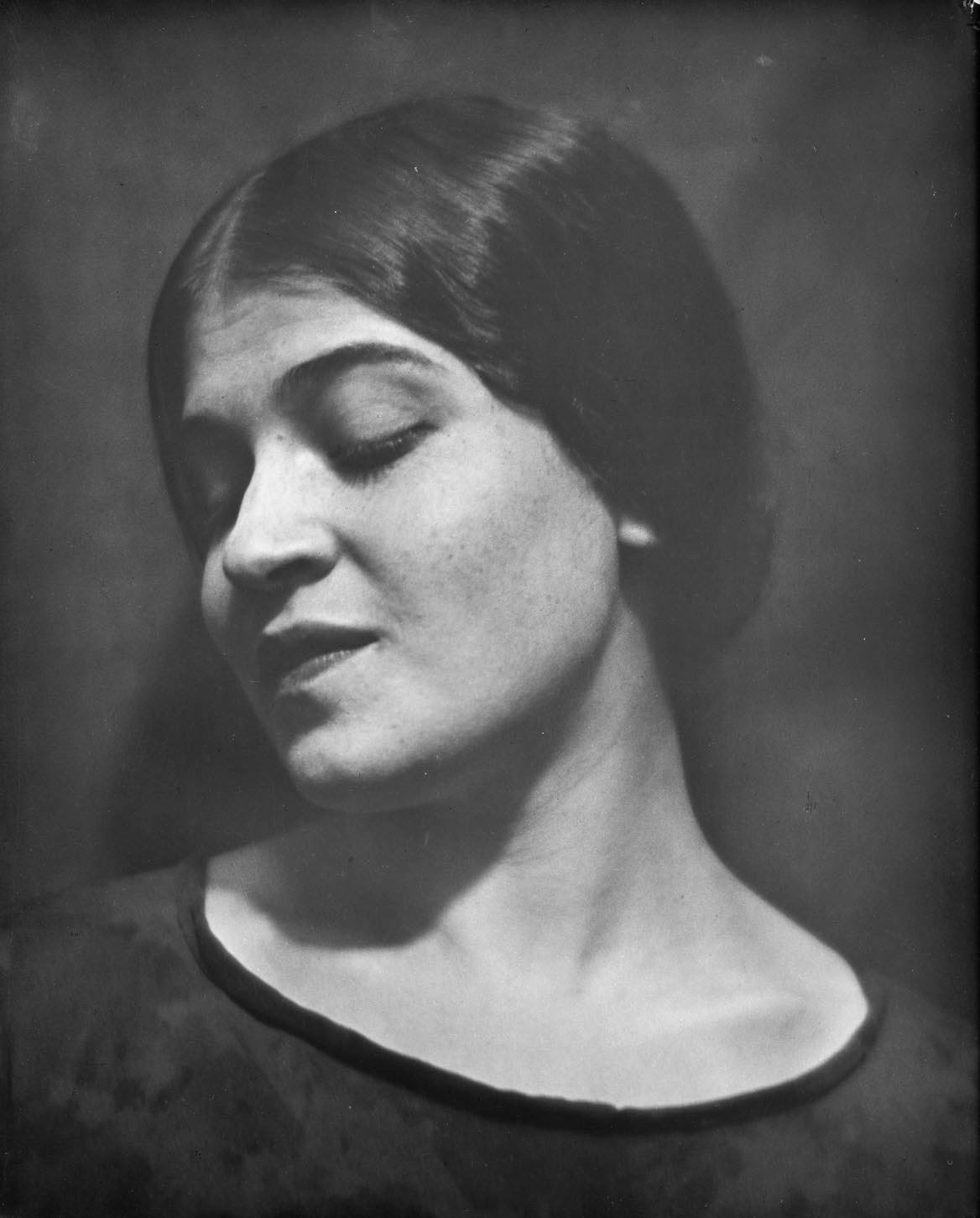
Fotografe en actrice Tina Modotti (1896-1942)

- Elena Valentinis (1396-1458), geestelijke
- Tina Modotti (1896-1942), Italiaans-Mexicaans fotografe en actrice

### 1900–1949

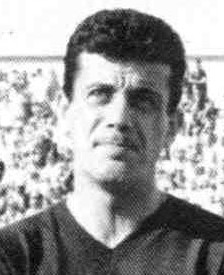
Voetballer Francesco Janich (1937-2019)

- Lodovico di Caporiacco (1900-1951), arachnoloog
- Marcello Mascherini (1906-1983), beeldhouwer
- Laura Conti (1921-1993), arts, politica en schrijfster
- Francesco Janich (1937-2019), voetballer

### 1950–1999

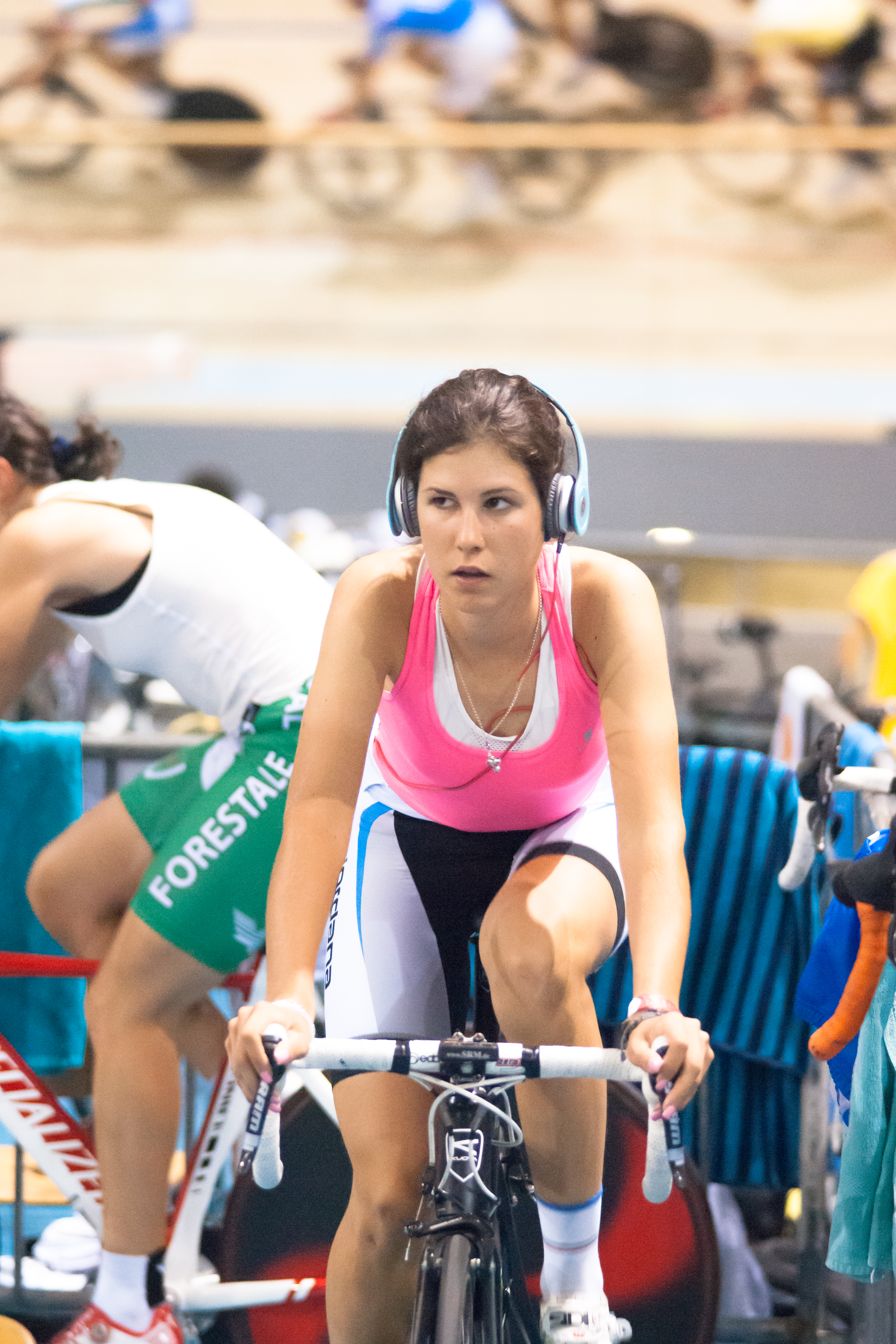
Wielrenster Elena Cecchini (1992)

- Loris Dominissini (1961), voetballer en voetbaltrainer
- Edi Orioli (1962), motor- en autorallycoureur
- Daniele Pontoni (1966), wielrenner
- Francesco Renga (1968), zanger
- Stefano Agostini (1988), wielrenner
- Elena Cecchini (1992), wielrenster
- Matteo Fabbro (1995), wielrenner
- Guglielmo Vicario (1996), voetballer
- Alex Meret (1997), voetballer